# Platnicknia coxana
Platnicknia coxana is een spinnensoort uit de familie trilspinnen (Pholcidae). De soort komt voor in Cuba en is de typesoort van het geslacht Platnicknia.